# نادي بالينغن فايلشتيتن لكرة اليد
نادي بالينغن فايلشتيتن لكرة اليد هو نادي كرة يد في ألمانيا تأسس في سنة 2002. يلعب في الدوري الألماني لكرة اليد. تبلغ سعة ملعبه 2300 متفرجا.

## وصلات خارجية
- الموقع الرسمي